# Mistrovství světa ve fotbale hráčů do 20 let 2023
Mistrovství světa ve fotbale hráčů do 20 let 2023 probíhalo od 20. května do 11. června 2023 v Argentině. Třiadvacátý ročník turnaje FIFA měl podle rozhodnutí exekutivy proběhnout v Indonésii, byl by prvním turnajem FIFA v této zemi. Indonésie o pořadatelství přišla 29. března 2023 kvůli protestům proti účasti izraelské fotbalová reprezentace.
Obhájce titulu z Ukrajiny se na závěrečný turnaj nekvalifikoval.

## Účastníci
Ze šesti kontinentálních kvalifikací se na turnaj se probojovalo 24 mužstev.
Pro Dominikánskou republiku a Izrael to byla první účast v soutěži, přičemž se Dominikánská republika vůbec poprvé kvalifikovala na turnaj FIFA. Izrael se účastnil Mistrovství světa ve fotbale 1970, kam se probojoval z asijské kvalifikace; je to tedy první turnaj, na který se dostal z evropské kvalifikace.
Jako hostitel měla účast zajištěnu Argentina, ačkoli se na finálový turnaj do Indonésie nekvalifikovala.
| Konfederace                                   | Kvalifikační turnaj                                       | Kvalifikované týmy                            |
| --------------------------------------------- | --------------------------------------------------------- | --------------------------------------------- |
| AFC (Asie)                                    | Mistrovství Asie ve fotbale hráčů do 20 let 2023          | Irák Uzbekistán Jižní Korea Japonsko          |
| CAF (Afrika)                                  | Mistrovství Afriky ve fotbale hráčů do 20 let 2023        | Gambie Nigérie Senegal Tunisko                |
| CONCACAF (Severní, Střední Amerika a Karibik) | Mistrovství ve fotbale zemí CONCACAF do 20 let 2022       | Dominikánská republika Guatemala USA Honduras |
| CONMEBOL (Jižní Amerika)                      | Mistrovství Jižní Ameriky ve fotbale hráčů do 20 let 2023 | Brazílie Uruguay Ekvádor Kolumbie             |
| OFC (Oceánie)                                 | Mistrovství Oceánie ve fotbale hráčů do 19 let 2022       | Nový Zéland Fidži                             |
| UEFA (Evropa)                                 | Mistrovství Evropy ve fotbale hráčů do 19 let 2022        | Itálie Anglie Slovensko Francie Izrael        |
| Pořadatel                                     | Pořadatel                                                 | Argentina                                     |

## Stadiony
| La Plata | Santiago del Estero             | Mendoza                     | San Juan                          |
| --- | ------------------------------- | --------------------------- | --------------------------------- |
| Estadio Único Diego Armando Maradona                                                                        | Estadio Único Madre de Ciudades | Estadio Malvinas Argentinas | Estadio San Juan del Bicentenario |
| Kapacita: 53 000                                                                                            | Kapacita: 30 000                | Kapacita: 42 000            | Kapacita: 25 286                  |
| |                                 |                             |                                   |
| La Plata Santiago del Estero Mendoza San Juan Mistrovství světa ve fotbale hráčů do 20 let 2023 (Argentina) |                                 |                             |                                   |

## Los
Losování probíhalo v Curychu 21. dubna od 16:00. Čtyřiadvacet týmů bylo rozděleno do šesti čtyřčlenných skupin, přičemž tým hostitele byl zařazen do prvního koše a nasazen na první místo skupiny A. Další účastníci byli rozděleni do čtyř košů dle výsledků na posledních pěti mistrovstvích světa do dvaceti let, přičemž novější turnaje měly větší váhu. K tomu získali vítězové konfederačních kvalifikací bonusové body. Týmy z prvního koše byly losovány nejdříve, při losu týmů z druhého třetího a čtvrtého koše bylo dbáno na to, aby se mužstva ze stejné konfederace nedostala do stejné skupiny.
| 1. koš                                                                 | 2. koš                                                               | 3. koš                                                      | 4. koš                                                                       |
| ---------------------------------------------------------------------- | -------------------------------------------------------------------- | ----------------------------------------------------------- | ---------------------------------------------------------------------------- |
| - Argentina (hostitel/A1) - Uruguay - USA - Francie - Senegal - Itálie | - Anglie - Jižní Korea - Nový Zéland - Brazílie - Kolumbie - Ekvádor | - Nigérie - Uzbekistán - Japonsko - Irák - Honduras - Fidži | - Guatemala - Dominikánská republika - Gambie - Izrael - Slovensko - Tunisko |

## Soupisky
Způsobilí k účasti v turnaji byli hráči narození mezi 1. lednem 2003 a 31. prosincem 2007 (včetně).
Každý tým musel odevzdat předběžnou nominaci čítající 22 až 50 hráčů. K rozhodnému datu určenému FIFA musela být odevzdána konečná soupiska, ta musela obsahovat 21 hráčů z předběžné nominace (tři z nich musí být brankáři). Hráči z konečné soupisky mohli být kvůli zranění či nemoci nahrazeni nejpozději 24 hodin před začátkem prvního zápasu.